# Gabyna coerulina
Gabyna coerulina är en fjärilsart som beskrevs av Heinrich Benno Möschler 1880. Gabyna coerulina ingår i släktet Gabyna och familjen nattflyn. Inga underarter finns listade i Catalogue of Life.